# Maria Helena Vieira da Silva
Pour les articles homonymes, voir Vieira da Silva, Vieira et Silva.
Maria Helena Vieira da Silva, née à Lisbonne le 13 juin 1908 et morte à Paris le 6 mars 1992, est une artiste peintre portugaise, puis naturalisée française, appartenant à l'École de Paris.
Son style pictural propose un espace qui combine réseaux et mosaïques dans des compositions aux perspectives fuyantes. Elle est considérée comme l'une des cheffes de file du mouvement esthétique dit du paysagisme abstrait.

## Biographie
A l’âge de onze ans Vieira da Silva commence l'apprentissage du dessin et de la peinture à l’École des Beaux-Arts de Lisbonne. Avant l'âge de vingt ans, elle étudie la peinture avec Fernand Léger, Charles Dufresne, Henry de Waroquier, la sculpture avec Antoine Bourdelle, et la gravure avec Stanley Hayter et Johnny Friedlaender, tous des maîtres dans leur discipline. Elle crée aussi des œuvres textiles (tapisseries) et céramiques (vitraux).
Elle s'installe en France en 1928, où elle se marie en 1930 avec le peintre d'origine hongroise Árpád Szenes ; elle est naturalisée en 1956.
En 1930, elle expose ses peintures à Paris. Après un bref séjour à Lisbonne et une période passée au Brésil durant la Seconde Guerre mondiale, elle regagne, en mars 1947 la France, où elle vit et travaille, principalement à Paris, le reste de sa vie. 
Maria Helena Vieira da Silva y peint l'une de ses toiles majeures en 1951 : Intérieur rouge. Kaléidoscopique, cette huile sur toile est inspirée tant de sa propre approche de l'abstraction géométrique, du post-cubisme que des fameux azulejos de Lisbonne. 
En 1954, elle expose à la Biennale de Venise. Elle est aussi lauréate d'un concours de tapisseries destinées à l'université de Bâle (Suisse).
Elle meurt à Paris à 83 ans.

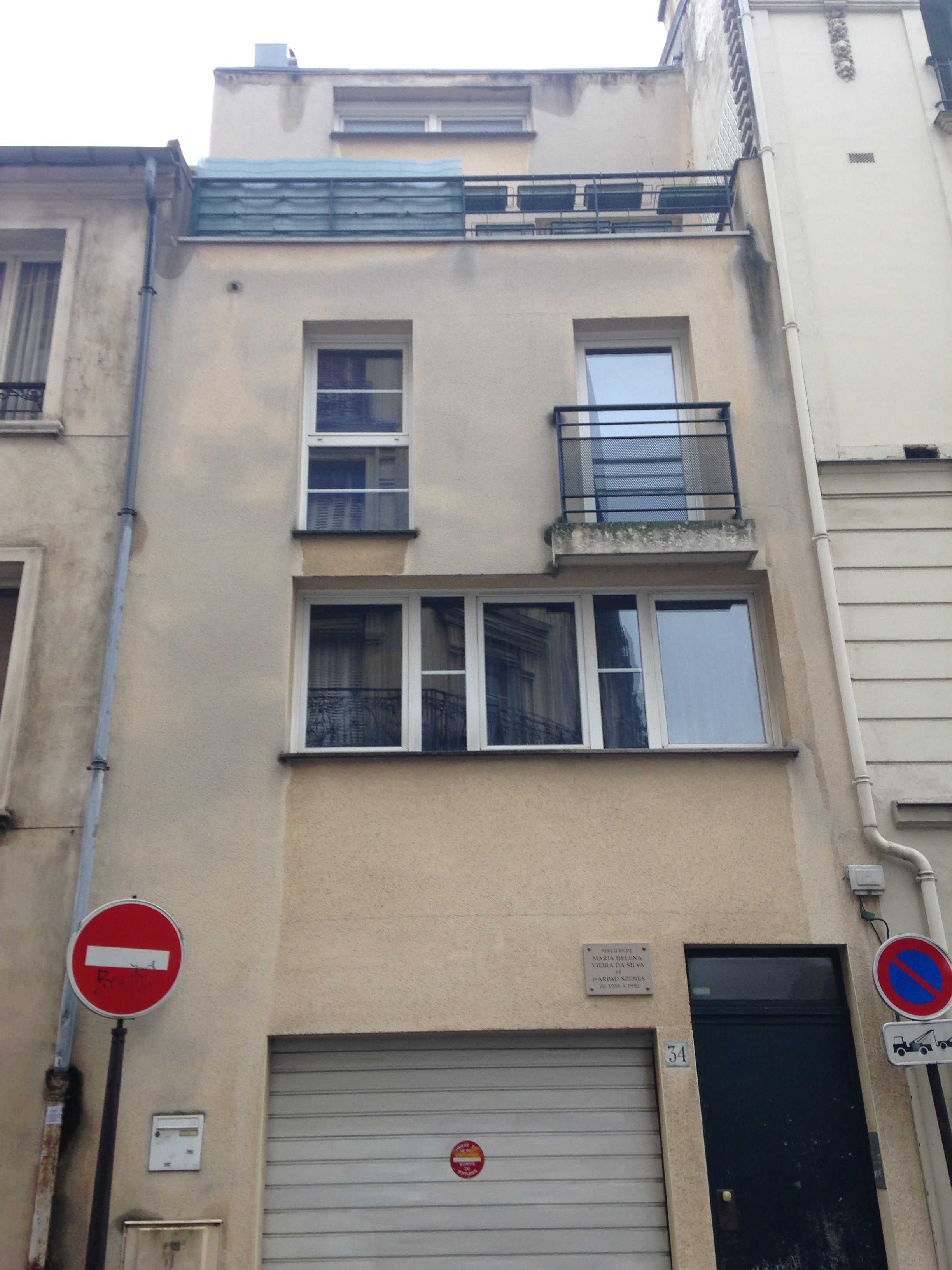
Ateliers de Vieira et d'Árpád Szenes, à Paris.
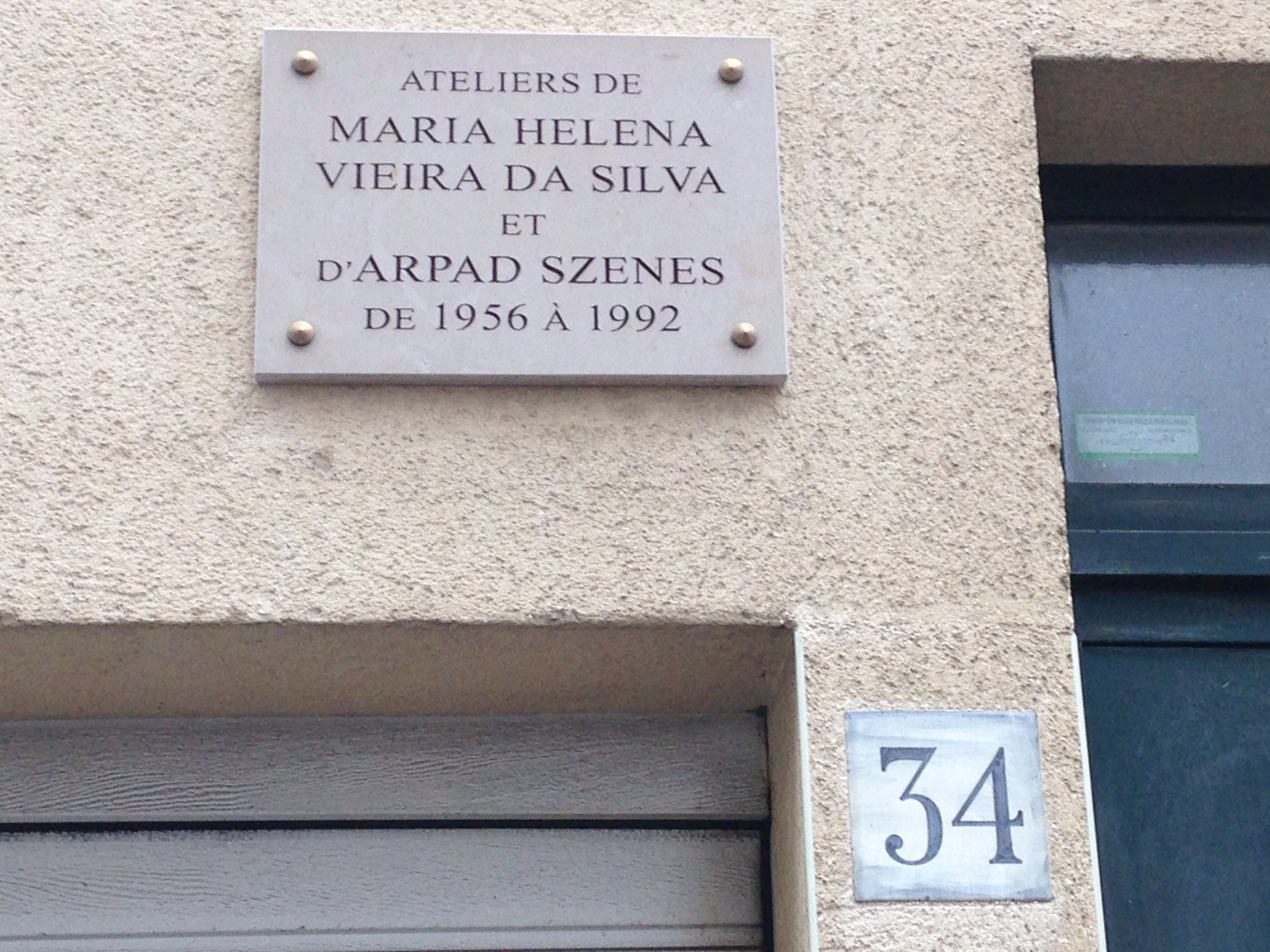
Plaque apposée sur l'atelier.

Première femme à être ainsi distinguée, Vieira da Silva a reçu le grand prix national des arts du gouvernement français en 1966.

## Œuvre

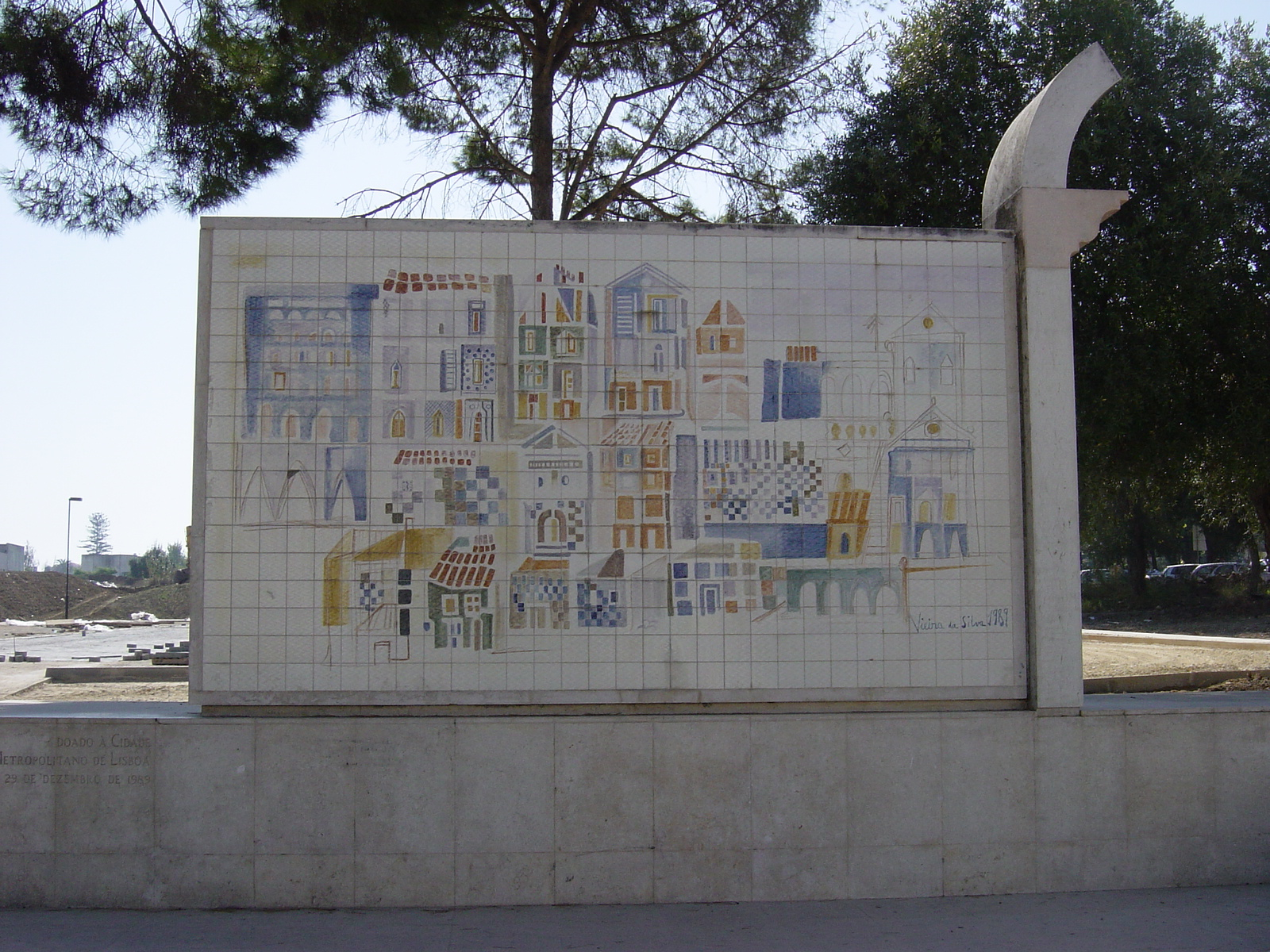
Entrée du métro Cité universitaire à Lisbonne, d'après Vieira da Silva, 1989.

À la fin des années 1950, Vieira da Silva a acquis une renommée internationale pour ses compositions denses et complexes, influencées par Paul Cézanne, avec ses formes fragmentées, ses ambiguïtés spatiales et une palette de couleurs restreinte issue du cubisme et de l'art abstrait. Ces linéaments empruntés au monde réel et intégrés à une pratique picturale de tendance non figurative constituent certains des éléments caractéristiques de la définition du paysagisme abstrait, mouvement plastique à la tête duquel elle s'est rapidement retrouvée.

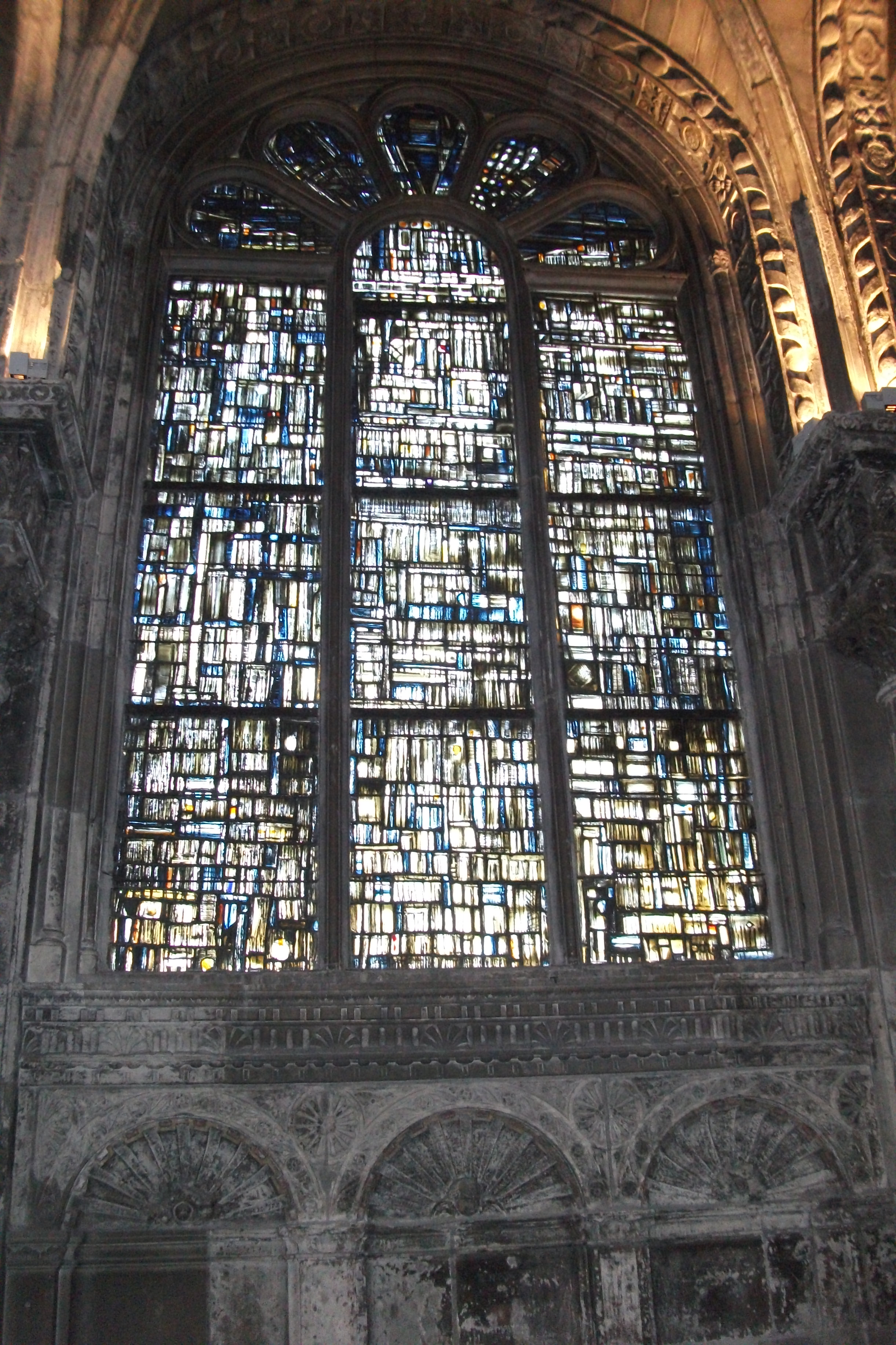
Vitrail en l'église Saint-Jacques de Reims.

Elle est considérée comme un des plus importants artistes de l'art abstrait d'après-guerre bien que sa peinture ne soit pas purement abstraite. Ses œuvres axées sur les lieux de passage comme les ports, les carrefours, les rues, les gares (Gare Saint-Lazare, 1949), rideaux, fenêtres ou portes où tout s'emmêle, où rien ne commence rien ne finit, où progressivement l'angoisse émerge au fil du temps, ressemblent souvent à des villes labyrinthiques ou à des rayonnages de bibliothèque, allégories d'une quête éternelle de connaissance et d'absolu.

## Expositions

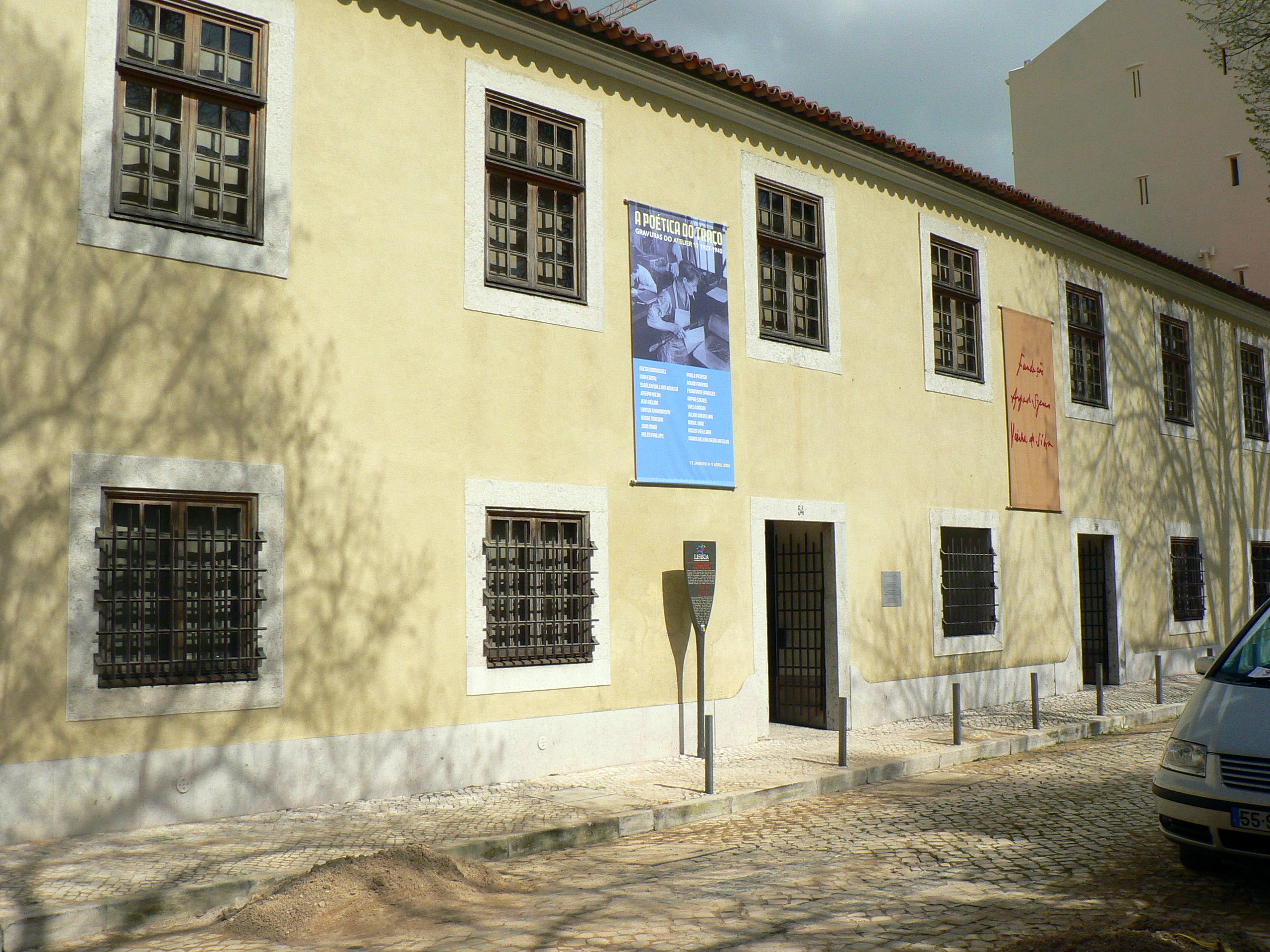
La Fondation Árpád Szenes-Vieira da Silva à Lisbonne.

Vieira da Silva a exposé ses œuvres dans de nombreux endroits à travers le monde et a gagné un prix de peinture à la biennale de São Paulo en 1961.
En 1988, une exposition personnelle est présentée au Grand Palais à Paris. Vieira da Silva est la première femme peintre à connaître une manifestation de cette envergure de son vivant.
En novembre 1994 est inaugurée la Fondation Árpád Szenes-Vieira da Silva à Lisbonne qui expose une importante collection des deux artistes.
Elle a fait partie des peintres réunis pour l'exposition « L'envolée lyrique, Paris 1945-1956 » présentée au musée du Luxembourg (Sénat) en avril-août 2006 (La Ville de Sindbâd, 1950 ; Le Port, 1953, du musée de Cologne ; Composition 1955, 1955).
Une exposition des œuvres de Vieira da Silva ainsi que d'Árpád Szenes, reçues en dation par la France, a été présentée au Musée national d'art moderne (Centre Georges-Pompidou) du 1er février au 28 mars 1994.
Au musée Cantini de Marseille est organisée du 9 juin au 6 novembre 2022 l'exposition « Vieira da Silva, l'œil du labyrinthe ». La suite de cette exposition est actuellement au Musée des Beaux-Arts de Dijon, du 26 Décembre 2022 au 3 Avril 2023. 

## Ouvrages illustrés
- René Char, L'Inclémence lointaine, avec vingt-cinq burins de Vieira da Silva, Pierre Berès éditeur, 1961
- Pierre-André Benoit, Fleurir, gravure de Vieira da Silva, PAB, Alès, 1972
- Malraux, celui qui vient, Editions Stock 1974, gravure du portrait d'André Malraux (100 exemplaires).
- René Char, Sept portraits, gravures de Vieira Da Silva ; mise en œuvre de Claude Manesse, Paris, 1975 Comporte 7 portraits de René Char par Vieira da Silva en aquatinte au sucre tirés par Claude Manesse. Tiré à 99 ex. + 6 ex. de collaborateurs.
- Léopold Sédar Senghor, Élégie pour Philippe-Maguilen Senghor pour orchestre de jazz et chœur polyphonique, 3 gravures de Vieira de Silva (Soudainement; La terre; Le ciel), Éditions Jeanne Bucher, 1986.
- Platon, Le Banquet, traduction de Pierre Boutang, Hermann, Paris, 1972 (réédition en 1989)

### Livres pour la jeunesse
- Kô & Kô les deux esquimaux  (ISBN 2915540209) Publié en 1933 à 300 ex. à la galerie Jeanne-Bucher avec un texte de Pierre Gueguen ; nouvelle édition, Chandeigne, Paris, 2005, 28 pages + deux planches à découper.
- Marie-Catherine, Et puis voilà, 15 histoires de Marie-Catherine Bazaine, illustrées par cinq gouaches de Vieira da Silva, Paris, La Ruche, 1951.

## Jugement
« (…) L'œuvre de Vieira da Silva surgit et l'aiguillon d'une douce force obstinée, inspirée, replace ce qu'il faut bien nommer l'art, dans le monde solidaire de la terre qui coule et de l'homme qui s'en effraie. Vieira da Silva tient serré dans sa main, parmi tant de mains ballantes, sans lacis, sans besoin, sans fermeté, quelque chose qui est à la fois lumière d'un sol et promesse d'une graine. (…) »

— René Char (1960)

## Prix et distinctions

### Décorations
- Commandeure de l'ordre des Arts et des Lettres (1962)
- Grand-croix de l'ordre de Sant'Iago de l'Épée (1977)
- Chevalière de la Légion d'honneur (1979)
- Grand-croix de l'ordre de la Liberté (Portugal)

### Prix
- Premier prix de tapisserie de l'université de Bâle (1954)
- Troisième prix à la biennale de Caracas (1955)
- Grand prix national des arts (1966)
- Grand prix Florence Gould et premier grand prix-Antenne 1-Lisbonne (1986)

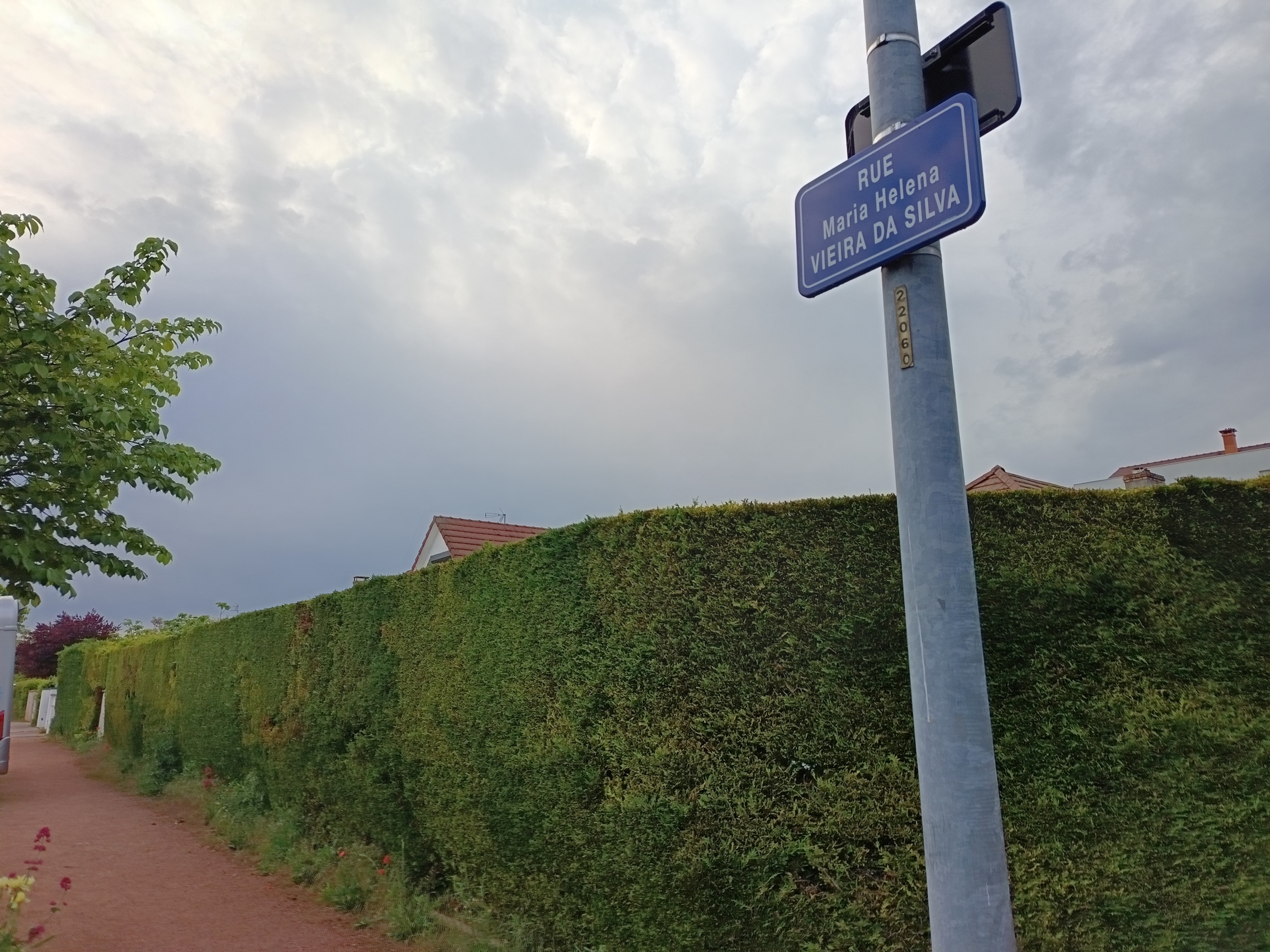
Rue Maria Helena Vieira da Silva à Dijon.

- Rue Maria Helena Vieira da Silva à Dijon.Médaille de la ville de Lisbonne (1988)

### Académies
- Membre de l'Académie nationale des beaux-arts, Portugal (1970)
- Membre de l'Académie des sciences, des arts et des lettres[Où ?] (1984)

### Hommages publics

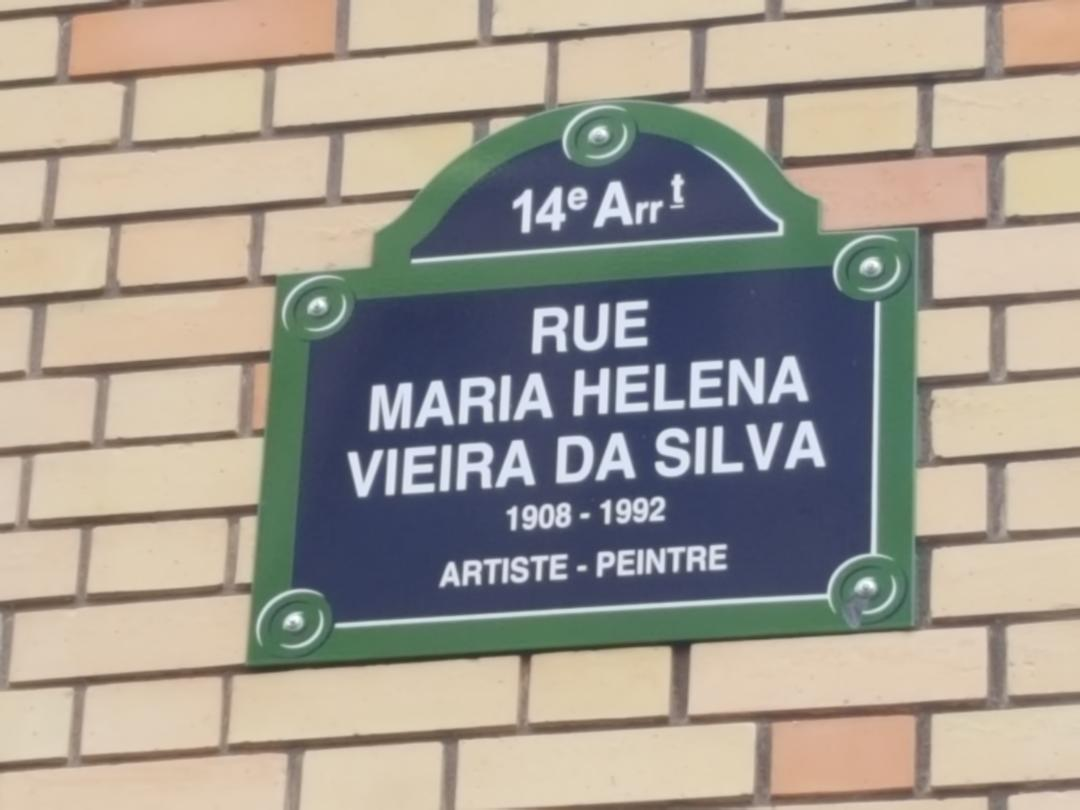
Plaque de la rue Maria Helena Vieira da Silva Paris

- Plaque de la rue Maria Helena Vieira da Silva ParisRue Maria-Helena-Vieira-da-Silva, à Paris, dans le 14e arrondissement (créée en 2013)[10].
- Rue Maria-Helena-Vieira-da-Silva, à Dijon.
- Plaque commémorative de la Ville de Paris, 34 rue de l'Abbé-Carton, dans le 14e arrondissement, où elle avait son atelier[11].
- Depuis 2013, un cratère de la planète Mercure se nomme Vieira da Silva en son honneur[12].

## Philatélie
Deux timbres reproduisant des œuvres de Vieira da Silva ont été émis par les postes françaises, le premier (1er jour : 22-11-1986 Reims), valeur de 2,20 F + 0,60 F de surtaxe au profit de la Croix-Rouge, représente un vitrail de l'église Saint-Jacques de Reims, le second (1er jour : 11-12-1993 Paris) représente une œuvre intitulée Gravure rehaussée (valeur de 5,00 F), et fait partie de la « Série artistique européenne » sur l'art contemporain.